# رآکتور هسته‌ای

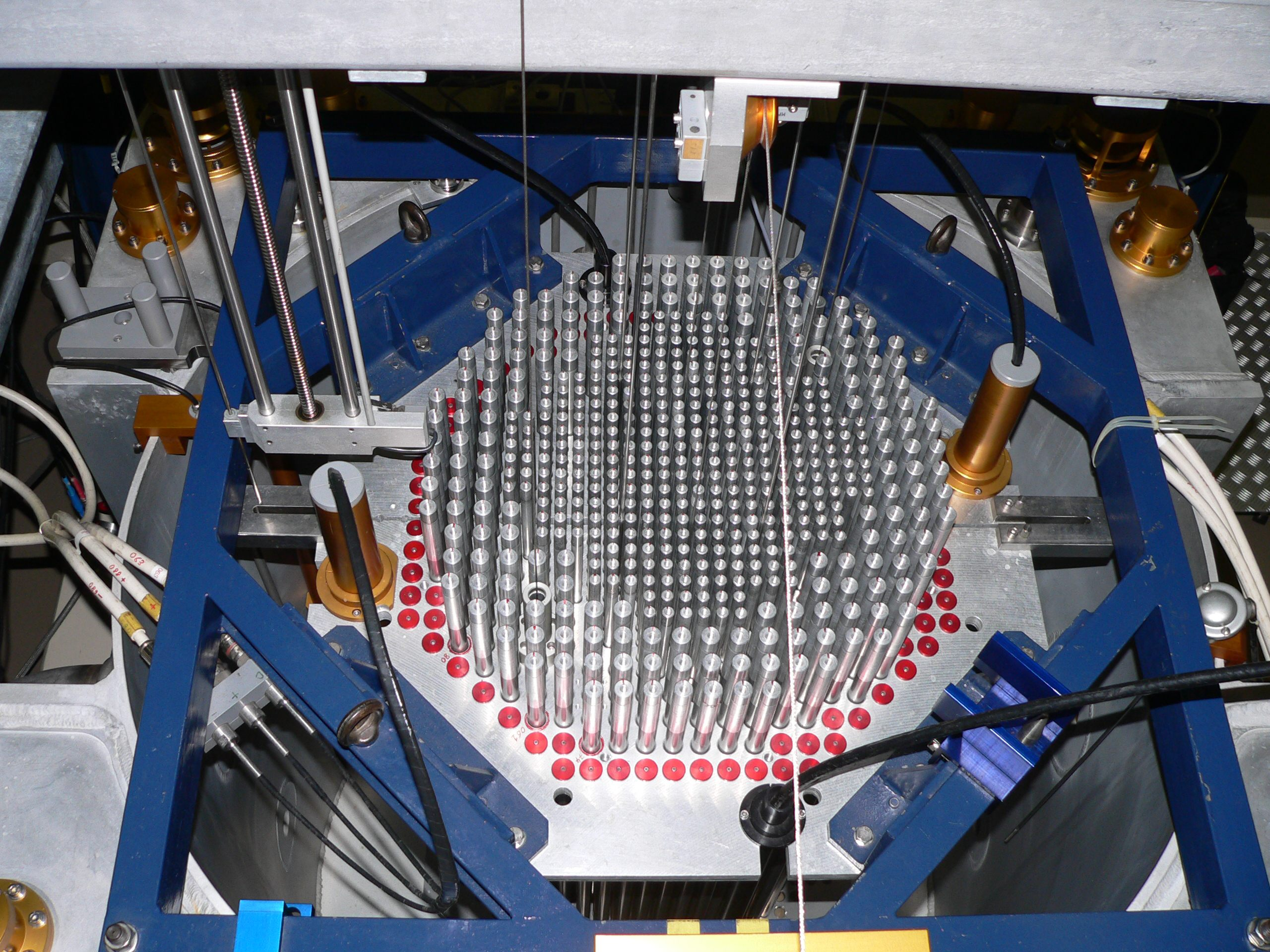
قسمت هسته یک رآکتور هسته‌ای تحقیقاتی در سوئیس

رآکتور هسته‌ای یا واکنشگاه هسته‌ای (به انگلیسی: Nuclear Reactor) دستگاهی برای انجام واکنش‌های هسته‌ای به صورت تنظیم‌شده و تحت کنترل است.در این راکتورها آب سنگینی موجود است که به صورتD₂o نمایش می دهند و باعث غنی سازی اورانیوم می شود

## تاریخچه
اولین انرژی کنترل‌شده ناشی از شکافت هسته‌ای در دسامبر ۱۹۴۲ به‌دست آمد. با رهبری فرمی ساخت و راه‌اندازی یک پیل از آجرهای گرافیتی، اورانیوم و سوخت اکسید اورانیوم با موفقیت به‌نتیجه رسید. این پیل هسته‌ای، در زیر میدان فوتبال دانشگاه شیکاگو ساخته شد و اولین رآکتور هسته‌ای فعال بود.

## سوخت هسته‌ای
سوخت رآکتورهای هسته‌ای باید به گونه‌ای باشد که متحمل شکافت حاصله از نوترون بشود. پنج نوکلئید شکافت پذیر وجود دارند که در حال حاضر در رآکتورها به کار می‌روند: {\displaystyle {\ce {^{239}_Pu,^{238}_U,^{235}_U,^{233}_U,^{232}_Th}}}. برخی از این نوکلئیدها برای شکافت حاصله از نوترون‌های حرارتی و برخی نیز برای شکافت حاصل از نوترون‌های سریع می‌باشند. تفاوت بین سوخت یک خاصیت در دسته‌بندی رآکتورها است.
در کنار قابلیت شکافت، سوخت به کار رفته در رآکتور هسته‌ای باید بتواند نیازهای دیگری را نیز تأمین کند. سوخت باید از نظر مکانیکی قوی، از نظر شیمیایی پایدار و در مقابل تخریب تشعشعی مقاوم باشد، تا تحت تغییرات فیزیکی و شیمیایی محیط رآکتور قرار نگیرد. هدایت حرارتی ماده باید بالا باشد به‌طوری که بتواند حرارت را خیلی راحت جابجا کند. همچنین امکان به دست آوردن، ساخت راحت، هزینه نسبتاً پایین و خطرناک نبودن از نظر شیمیایی از دیگر ویژگی‌های ضروری سوخت هستند.

## پوشش سوخت رآکتور
سوخت‌های هسته‌ای مستقیماً در داخل رآکتور قرار داده نمی‌شوند، بلکه همواره به صورت پوشیده شده مورد استفاده قرار می‌گیرند. پوشش یا غلاف سوخت، کندکننده یا خنک‌کننده را از آن جدا می‌سازد. این امر از خوردگی سوخت محافظت‌کرده و از گسترش محصولات شکافت حاصل از سوخت پرتو دیده به محیط اطراف جلوگیری می‌کند. همچنین این غلاف می‌تواند پشتیبان ساختاری سوخت‌بوده و در انتقال حرارت به آن کمک کند. ماده غلاف همانند خود سوخت باید دارای خواص خوب حرارتی و مکانیکی بوده و از نظر شیمیایی نسبت به برهم‌کنش با سوخت و مواد محیط پایدار باشد. همچنین لازم است غلاف دارای سطح مقطع پایینی نسبت به بر همکنش‌های هسته‌ای حاصل از نوترون بوده و در مقابل تشعشع مقاوم باشد.

## مواد کندکننده نوترون
یک کندکننده ماده‌ای است که برای کند یا حرارتی کردن نوترون‌های سریع بکار می‌رود. هسته‌هایی که دارای جرمی نزدیک به جرم نوترون هستند بهترین کندکننده می‌باشند. کندکننده برای آن که بتواند در رآکتور مورد استفاده قرار گیرد بایستی سطح مقطع جذبی پایینی نسبت به نوترون داشته باشد. با توجه به خواص اشاره شده برای کند کننده، چند ماده هستند که می‌توان از آن‌ها استفاده کرد. هیدروژن، دوتریم، بریلیوم و کربن چند نمونه از کند کننده‌ها می‌باشند. از آن جا که بریلیوم سمی است، این ماده خیلی کم به عنوان کندکننده در رآکتور مورد استفاده قرار می‌گیرد. همچنین ایزوتوپ‌های هیدروژن، به شکل آب و آب سنگین و کربن، به شکل گرافیت به عنوان مواد کندکننده استفاده می‌شوند.
آب سنگین در بعضی از انواع رآکتورهای هسته‌ای نیز به عنوان کندکننده نوترون به کار می‌رود. نوترون‌های کند می‌توانند با اورانیوم واکنش بدهند. از آب سبک یا آب معمولی هم می‌توان به عنوان کندکننده استفاده کرد، اما از آن جایی که آب سبک، نوترون‌های حرارتی را هم جذب می‌کند، رآکتورهای آب سبک باید اورانیوم غنی شده یا اورانیوم با خلوص زیاد استفاده کنند، اما رآکتور آب‌سنگین می‌تواند از اورانیوم معمولی یا غنی نشده هم استفاده کند، به همین دلیل تولید آب سنگین به بحث‌های مربوط به جلوگیری از توسعه سلاح‌های هسته‌ای مربوط است. رآکتورهای تولید آب سنگین را می‌توان به گونه‌ای ساخت که بدون نیاز به تجهیزات غنی سازی، اورانیوم را به پلوتونیوم قابل استفاده در بمب اتمی تبدیل کند. البته برای استفاده از اورانیوم معمولی در بمب اتمی می‌توان از روش‌های دیگری هم استفاده کرد.
کشورهای هند، پاکستان، کره شمالی، روسیه، آمریکا و اسرائیل از رآکتورهای تولید آب سنگین برای تولید بمب اتمی استفاده کرده‌اند. با توجه به امکان استفاده از آب سنگین در ساخت سلاح هسته‌ای، در بسیاری از کشورها دولت تولید یا خرید و فروش مقدار زیاد این ماده را کنترل می‌کند. اما در کشورهایی مثل آمریکا و کانادا می‌توان مقدار غیر صنعتی یعنی در حد گرم و کیلوگرم را بدون هیچ گونه مجوز خاصی از تولیدکنندگان یا عرضه‌کنندگان مواد شیمیایی تهیه کرد. هم‌اکنون قیمت هر کیلوگرم آب سنگین با خلوص ۹۸ الی ۹۹ درصد حدود ۶۰۰ تا ۷۰۰ دلار است. گفتنی است بدون استفاده از اورانیوم غنی شده و آب سنگین هم می‌توان رآکتور تولید پلوتونیوم ساخت. کافی است که از کربن فوق‌العاده خالص به عنوان کندکننده استفاده شود از آنجایی که نازی‌ها از کربن ناخالص استفاده می‌کردند، متوجه این نکته نشدند در حقیقت از اولین رآکتور اتمی آزمایشی آمریکا سال ۱۹۴۲ و پروژه منهتن که پلوتونیوم آزمایش ترینیتی و بمب مشهور فت من را ساخت، از اورانیوم غنی شده یا آب سنگین استفاده نمی‌شد.

## خنک‌کننده‌ها

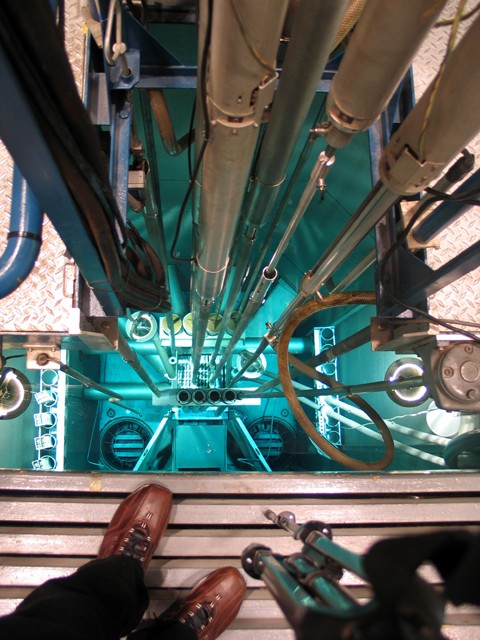

گرمای حاصله از شکافت هسته‌ای در محیط رآکتور یا باید از سوخت زدوده شود یا در نهایت این گرما به قدری زیاد می‌شود که میله‌های سوخت را ذوب می‌کند. حرارتی که از سوخت گرفته می‌شود ممکن است در رآکتور قدرت برای تولید برق بکار رود. از ویژگی‌هایی که ماده خنک‌کننده باید داشته باشد، هدایت حرارتی آن است تا این که بتواند در انتقال حرارت مؤثر باشد. همچنین پایداری شیمیایی و سطح مقطع جذب پایین‌تر از نوترون دو خاصیت عمده ماده خنک‌کننده‌است. نکته دیگری که باید به آن اشاره شود این است که این ماده نباید در اثر واکنش‌های گاما دهنده رادیواکتیو شود.
از مایعات و گازها به عنوان خنک‌کننده استفاده می‌کنند، مانند گازهای دی‌اکسید کربن و هلیوم. هلیوم یک گاز ایدئال بوده ولی استفاده از آن پر هزینه می‌باشد و تهیهٔ آن در اندازه‌های زیاد مشکل است. خنک‌کننده‌های مایع شامل آب، آب سنگین و فلزات مایع هستند. از آنجا که برای جلوگیری از جوشیدن آب فشار زیادی لازم است، آب خنک‌کننده ایده‌آلی نیست.

## مواد کنترل‌کننده شکافت
برای دستیابی به فرایند شکافت کنترل شده یا متوقف کردن یک سیستم شکافت پس از شروع، لازم است که موادی در دسترس باشند که بتوانند نوترون‌های اضافی را جذب کنند. مواد جاذب نوترون برخلاف مواد دیگر مورد استفاده در محیط رآکتور باید سطح مقطع جذب بالایی نسبت به نوترون داشته باشند. مواد زیادی وجود دارند که سطح مقطع جذب آن‌ها نسبت به نوترون بالاست، ولی ماده مورد استفاده باید دارای چند خاصیت مکانیکی و شیمیایی باشد که برای این کار مفید واقع شود.

## انواع رآکتورها
دوگروه اصلی رآکتورهای هسته‌ای بر اساس تقسیم‌بندی کاربرد آنها. رآکتورهای قدرت و رآکتورهای تحقیقاتی هستند. رآکتورهای قدرت مولد برق بوده و رآکتورهای تحقیقاتی برای تحقیقات هسته‌ای پایه، مطالعات کاربردی تجزیه‌ای و تولید ایزوتوپ‌ها مورد استفاده قرار می‌گیرند.
بر حسب نوع فرایند شکافت، رآکتورها به اقسام حرارتی، ریع و میانی (واسطه)، و بر حسب مصرف سوخت به رآکتورهای سوزاننده، مبدل و زاینده، و بر حسب نوع سوخت به رآکتورهای اورانیوم طبیعی، رآکتورهای اورانیوم غنی شده با ۲۳۵U (راکتور مخلوطی Be)، و نیز بر حسب خنک‌کننده به رآکتورهای گاز (CO۲مایع (آب، فلز)، و بر حسب فاز سوخت کند کننده‌ها به رآکتورهای همگن، ناهمگن و بالاخره بر حسب کاربرد به رآکتورهای قدرت، تولید نوکلید و تحقیقاتی تقسیم می‌شوند.

### رآکتور زاینده
این رآکتورها غالباً به منظور پاسخ به کمبود اورانیوم-۲۳۵ طراحی شده‌اند، و سوختشان به‌جای اورانیوم-۲۳۵، ایزوتوپ اورانیوم-۲۳۸ یا توریوم است. سیستم‌های بریدری از نظر تئوری قابلیت تأمین انرژی دنیا را تا هزاران سال دارند.
این رآکتورها بیشتر در روسیه و ژاپن یافت می‌شوند و روسیه اولین تجاری ساز این رآکتورها بوده‌است.

### رآکتورهای آب سنگین و آب سبک
راکتورهای آب سبک با آب معمولی (آب سبک) کار می‌کنند هیدروژن آب معمولی از یک پروتون تشکیل شده‌است اما در هیدروژن آب سنگین یک پروتون و یک نوترون وجود دارد برای رآکتورهای آب سبک به اورانیوم غنی‌شده نیاز داریم اما در رآکتور آب‌سنگین از اورانیوم معمولی می‌شود استفاده کرد به این ترتیب در عمل استفاده از رآکتور آب سنگین نتیجه‌ای شبیه به غنی‌سازی اورانیوم خواهد داشت.

## کاربردهای رآکتورهای هسته‌ای
راکتورها انواع مختلف دارند برخی از آن‌ها در تحقیقات، بعضی از آن‌ها برای تولید رادیو ایزوتوپ‌های پر انرژی برخی برای راندن کشتی‌ها و برخی برای تولید برق بکار می‌روند.